# Ficus ardisioides
Ficus ardisioides är en mullbärsväxtart. Ficus ardisioides ingår i släktet fikonsläktet, och familjen mullbärsväxter.

## Underarter
Arten delas in i följande underarter:
- F. a. ardisioides
- F. a. camptoneura